# Charles Ginisty

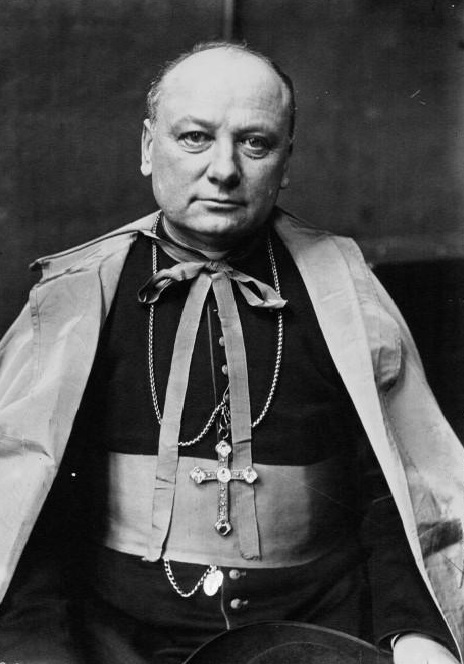
Charles Ginisty (um 1920)

Charles-Marie-André Ginisty (*  8. Mai 1864 in Laroque-Valzergues; †  7. Januar 1946 in Verdun) war ein französischer katholischer Geistlicher. Er war von 1914 bis zu seinem Tod Bischof von Verdun.

## Leben
Charles Ginistys Eltern hatten vierzehn Kinder (vier von ihnen wurden Ordensleute); sie hatten seit seiner Kindheit den Plan, dass er Geistlicher werden sollte. Charles ging in Saint-Saturnin-de-Lenne zur Grundschule und anschließend zu einer Schule in Saint-Affrique. Er studierte am Kleinen Seminar von Saint-Pierre de Rodez und am Priesterseminar Saint-Sulpice in Paris.
Er empfing am 21. September 1889 die Priesterweihe und wurde von 1889 bis 1891 zum Abschluss seines Theologiestudiums an das Französische Seminar in Rom geschickt.  Anschließend war er Privatsekretär von Christian-Ernest Bourret. Bourret war von 1871 bis zu seinem Tod am 11. Juli 1896 Bischof von Rodez und in den letzten drei Jahren seines Lebens Kardinalpriester. Ginisty leitete die Militärseelsorge im Bistum und ließ ein Soldatenheim bauen.
Papst Pius X. ernannte Ginisty am 11. März 1914 zum Bischof von Verdun. Die Bischofsweihe spendete ihm der Bischof von Rodez Charles du Pont de Ligonnès am 17. Mai 1914; Mitkonsekratoren waren der Erzbischof von Auch Jean-François-Ernest Ricard und der Generalsuperior des Ordens der Gesellschaft der Missionare von Afrika Titularbischof Léon-Antoine-Augustin-Siméon Livinhac MAfr.
Ginisty wurde am 11. Juni 1914 in sein Amt eingeführt.
Am 1. August 1914 wurde in Frankreich die Generalmobilmachung proklamiert. 190 der 415 im Bistum Verdun praktizierenden Priester wurden zum Kriegsdienst einberufen.
Nach der Schlacht an der Marne wurde Verdun zu einer wichtigen frontnahen Stadt. Ginisty besuchte Lazarette, hielt Messen in beschädigten Kirchen und kümmerte sich um die zahlreichen Geistlichen, die unter anderem als Krankenpfleger oder Sanitäter für die zahlreichen Verwundeten arbeiteten.
Am 21. Februar 1916, dem ersten Tag der Schlacht um Verdun, wurde Verdun wegen des Ausmaßes der deutschen Angriffe evakuiert und Bischof Ginisty zog nach Bar-le-Duc, wo er seine Arbeit für die Soldaten fortsetzte.
Am 13. Oktober 1918 ernannte Staatspräsident Raymond Poincaré Ginisty in der unterirdischen Zitadelle von Verdun zum Mitglied der Ehrenlegion. Ginisty habe „durch seine ruhige, selbstbewusste und mutige Haltung nie aufgehört, wesentlich zum Wohlergehen der Stadt beizutragen.“
Im Februar 1919, drei Jahre nach dem Beginn der Schlacht um Verdun, fand in Paris am Trocadéro-Platz ein offizielles Gedenken statt. Ginistry verkündete sein Projekt für das Beinhaus von Douaumont. Das Projekt wurde von Marschall Ferdinand Foch, Präsident Poincaré, Stellvertreter Victor Schleiter und Marschall Philippe Pétain („Sieger von Verdun“) unterstützt. Pétain wurde zum Ehrenpräsidenten des Umsetzungsausschusses ernannt. Die Arbeiten begannen am 22. August 1922. Das Beinhaus erhielt 1927 die ersten 52 Särge und wurde am 21. September 1927 eingeweiht. Die Fertigstellung der kompletten Anlage (Beinhaus und Soldatenfriedhof) wurde am 8. August 1931 im Beisein von 100.000 Menschen feierlich begangen.
Ginisty floh im Juni 1940 aus seiner Diözese, als die Wehrmacht im Westfeldzug Frankreich besiegte. Er kehrte nach mehreren Monaten in Saint-Savinien nach Verdun zurück.
Im Winter 1941/42 verschlechterte sich sein Gesundheitszustand. Am 20. Juni 1942 wurde Georges Petit sein Koadjutor.
Ginisty starb am 7. Januar 1946 im Alter von 81 Jahren.